# Mérey család
Mérey család (Kapos-mérei), egyike a legrégibb törzsökös magyar családoknak, mely eredetét Somogy vármegyéből, a Kapos vize mellett fekvő Mére, vagy Mérő helységről vette és innen írta előnevét is.

## Története
Mérő helységet a család ősei közül, valószínű, hogy a még 1280-ban is élt Mérey János még 1246-ban, IV. Béla királytól nyerte adományként. Tőle származott le aztán a Mérey család. János utódai aztán elszaporodva, már korán megkülönböztető jelzőket, Fecskei, Karáni nevet vettek fel. János fiai közül Gábor (Gabrianus) fia Karáni István fia Péter, a máig élő nemzetség őse.
1343-ban Pál országbíró Mérey Bálintnak adományozta  Papsára és Szomajom nevű helységeket is, és e helységekbe 1393-ban beiktatást nyert Mérey János is.
1475-ben élt ugyancsak a családból János, kinek Mátyás király a somogy megyei Mérő, Tholka, Ruma, Sulya helységekre új királyi adományt adott.
E János felesége Hanyi Margit volt, kitől három fia: Gáspár, Mihály és János született.
János felesége Hanyi Margit; Hanyi György leánya volt, ki leányágon származását az Árpád-házi királyokig vihette föl mivel Mois (Mojus) nádor neje Szabina IV. Béla király leánya volt.
Fiai közül:
- Mihály  - ő vitte a legmagasabbra, Thurzó Elek királyi helytartó udvarában jártasságot szerezve a hivatalos pályán királyi tanácsos, majd 1544-ben királyi személynök lett, majd 1562-ben nádori helytartóvá nevezték ki. Közben 1543-ban Somogy megyei birtokaira is új adományt nyert és 1546-ban elnyerte Trencsén megyében Eberhard várát is. Részt vett a "Quadripartitum" szerkesztésében is. Egyik fia Imre szintén a királyi tábla bírája lett. Meghalt 1572-ben.

- Gáspár - ágából származik a Dunapentelén 1779 szeptember 18-án született Sándor, ki fiatal korában író, majd a magyar színészetben is érdemeket szerzett és utóbb mint királyi személynök, Somogy vármegye helytartó tanácsának alelnöke, császári-királyi kamarás volt 1822-től 1848-ig. Meghalt Pozsonyban, 1848 október 9-én. Márom nejétől maradt gyermekei: Károly (született 1816-ban), Sándor és László voltak.

- János - Somogy vármegyében viselt főbb hivatalt.

## A család címere
A család címerét 1474-ben nyerte Mátyás királytól:
- A címer leírása: kék pajzsban szarvaival felfelé nyúló arany félholdon álló, hatágú arany csillagon balra fordult, keblét tépő, fején arany lángnyelves, zöld pelikán.

- Sisakdísz: a pajzsbeli pelikán.

- Takaró: mindkét oldalon kék-arany.